# Tam giải thoát môn
Tam giải thoát môn (zh. 三解脫門) là ba cửa dẫn đến giải thoát. Có hai cách hiểu:
I. Phép quán nhằm giác ngộ Không (zh. 空, sa. śūnyatā), Vô tướng (zh. 無相, sa. ānimitta) và Vô nguyện (zh. 無願, sa. apraṇihita), không còn ham muốn đạt Niết-bàn. Ba giải thoát này là nhận biết Ngã và Pháp đều trống không, nhận biết ngã và pháp là bình đẳng, vô tướng, nhận biết sinh tử là Khổ (xem thêm Bát giải thoát);
II. Theo Kim cương kinh thì ba cửa giải thoát là Không giải thoát môn (zh. 空解脫門), Kim cương giải thoát môn (zh. 金剛解脫門) và Huệ giải thoát môn (zh. 慧解脫門).